# Brandon Jones
Brandon William Jones (Greensboro, 7 de maio de 1988), é um ator, músico e produtor americano, mais conhecido por seu personagem Liam na série da Fox Lie To Me, e por sua interpretação como Charlie Russell na série da CBS CSI: Crime Scene Investigation. Faz parte do elenco de Pretty Little Liars desde 2013, interpretando Andrew Campbell, amigo e colega de Spencer Hastings.

## Filmografia

### Filmes
| Ano  | Titulo                  | Personagem                                         |
| ---- | ----------------------- | -------------------------------------------------- |
| 2011 | Eye of the Storm        | Cigazombie                                         |
| 2011 | Born to Race            | Jogador de Futebol Michael Wheeler em Supernatural |
| 2013 | Skinny Dip              | Duncan                                             |
| 2014 | Hello, My Name Is Frank | Kevin Bowman                                       |

### Televisão
| Ano       | Título                         | Personagem             | Nota                                          |
| --------- | ------------------------------ | ---------------------- | --------------------------------------------- |
| 2009      | 90210                          |                        | Episódio: "Sit Down, You're Rocking the Boat" |
| 2010      | Parental Control               | Ele mesmo              | Episódio: Joelle                              |
| 2010      | Law & Order: LA                | Logan Rudman           | Episódio: Harbor City                         |
| 2010-2011 | Lie to Me                      | Liam                   | 3 Episódios                                   |
| 2011      | CSI: NY                        | Garoto de Fraternidade | Episódio: Food for Thought                    |
| 2011      | Switched at Birth              | Zane                   | Episódio: Dance Amongst Daggers               |
| 2011-2012 | CSI: Crime Scene Investigation | Charlie Russell        | 4 Episódios                                   |
| 2012      | The Finder                     | Kevin Montgomery       | Episódio: Bullets                             |
| 2012      | Jane by Design                 | Christopher            | Episódio: The Getaway                         |
| 2012      | Victorious                     | Moose                  | Episódio: Three Girls and a Moose             |
| 2012      | Supernatural                   | Michael Wheeler        | Episódio: Bitten                              |
| 2012      | 2 Broke Girls                  | Jebediah               | Episódio: And the Three Boys with Wood        |
| 2013      | Pretty Little Liars            | Andrew Campbell        | 10 Episódios                                  |
| 2013      | The Fosters                    | Liam Olmstead          | 6 Episódios                                   |
| 2015-2016 | Unbreakable Kimmy Schmidt      | Brandon Yeagley        | 2 Episódios                                   |

## Discografia
- 2011 – "Wanna Be Known" (York featuring Brandon Jones)[2]
- 2012 – "In the Moment" (featuring Jade Villalon)